# (6385) Martindavid
(6385) Martindavid est un astéroïde de la ceinture principale.

## Description
(6385) Martindavid est un astéroïde de la ceinture principale. Il fut découvert le 5 mars 1989 à l'Observatoire Kleť par Antonín Mrkos. Il présente une orbite caractérisée par un demi-grand axe de 3,15 UA, une excentricité de 0,12 et une inclinaison de 5,7° par rapport à l'écliptique.

## Compléments